# 梅赛德斯学院
34°58′35.02″S 138°37′43.00″E / 34.9763944°S 138.6286111°E
梅赛德斯学院（Mercedes College）是一所位于澳大利亚南澳大利亚州阿德莱德市斯普林菲尔德区的天主教男女混合全日制学校。
这所学校在1954年由慈爱修女会（Sisters of Mercy）创建。原本是一所女子寄宿学校，现在已经变成男女混合学校。梅赛德斯学院是一所具备国际文凭（International Baccalaureate）资质的学校，提供包括小学项目（PYP），中学项目（MYP），大学预科项目（DP）。攻读国际文凭是另一个取得南澳州高等教育证书（South Australian Certificate of Education）的途径。

## 历史
梅赛德斯学院在1954年由慈爱修女会创建。在圣阿洛伊修斯学院（Saint Aloysius College）成立之前，梅赛德斯学院通过购买这块位于斯普林菲尔德区81000平方米的场地实现了他们的愿望——给她们的女子寄宿学校提供一个健康的学习环境。
在学校成立的21年后，随着运营成本的提高以及经济情况的衰退，学校于1976年转型成了一所男女混合学校，并且收纳了第一届八年级的男生，学生的数量之后逐年递增。
梅萨德斯学院的地产最早是斯普林菲尔德·伊斯特（Springfield Esate）财产的一部分。这块地产之后被出售给约翰·邓肯（John Duncan，沃尔特爵士的父亲，曾任澳大利亚众议院发言人多年）。约翰·邓肯在1891年开始建造这些建筑，直到1899年建成。由于他的童年是在苏格兰度过的，这套房子之后被命名为斯特拉斯佩（Strathspey，苏格兰的一个地名）。
邓肯最终把这处地产作为遗物赠与了长老会，同时也变成了阿德莱德大学附属的圣安德鲁寄宿学院。这处房产随后于1939年被出售给康奈尔夫妇并一度成为了私人住宅。在那段时间里圣安德鲁变成了一个艺术园地。康奈尔夫人参与了很多关于成立南澳州交响乐团的事务，并且鼓励在阿德莱德旅游的名人举办各种音乐会，其中很多人都在阿德莱德旅行期间成为了康奈尔夫人的座上宾。
这处地产在1953年被慈爱修女会购入。梅赛德斯（Mercedes）这一在西班牙语中表示慈爱的词被慈爱修女会选中并成为了慈爱基金会在阿德莱德成立的纪念。

## 关于梅赛德斯

### 内部议院系统
和大部分澳大利亚的学校一样，梅赛德斯学院也存在着一个议院体系。目前有四个分议院，每一个分议院都以一个值得纪念的慈爱修女会修女的名字命名。
- 麦考利（McAuley） - 绿色（修女凯瑟琳·麦考利，Catherine McAuley）
- 菲茨帕特里克（Fitzpatrick） - 蓝色（修女伊万格里斯塔·菲茨帕特里克，Evangelista Fitzpatrick）
- 巴里（Barry） - 黄色（修女多洛雷斯·巴里，Dolores Barry）
- 道尔顿（Dalton） - 红色（修女玛丽·泽维尔·道尔顿，Mary Xavier Dalton）

### 体育运动
提供给三年级至七年级学生的体育小组运动项目包括：网球，田径，越野，曲棍球，垒球，板球，篮球，网篮球，澳式足球。
提供给八年级至十二年级的体育小组运动项目包括：网球，田径，越野，曲棍球，垒球，板球，篮球，网篮球，澳式足球，游泳，英式足球，排球。
大部分体育小组会在周六早上活动，有一些也会在周一至周五活动。

## 值得关注的校友
- 汉娜·戴维斯（Hannah Davis）——2002届校友，奥林匹克铜牌得主
- 特雷莎·帕尔默（Teresa Palmer）——2003届校友，澳大利亚女演员
- 特里斯坦·古多尔（Tristan Goodall）——奥德雷斯乐队吉他手
- 凯利·安德伍德（Kelli Underwood）——澳大利亚第十频道澳式足球评论员
- 托马斯·卢（Thomas "Tom" Roh）——1993届校友，韩国外交官，天鹅保护大使
- 奥利安斯（Orianthi）——流行摇滚乐歌手/吉他手（中途转学至卡布拉多米尼加学院（Cabra Dominican College））
- 亨利·威尔逊（Henry Wilson）——1993届校友，南澳大利亚山居民驻梅赛德斯学院大使，终身成就奖得主